# La Chapelle-aux-Saints
La Chapelle-aux-Saints este o comună în departamentul Corrèze din centrul Franței. În 2009 avea o populație de 216 de locuitori.

## Evoluția populației
| An        | 1975 | 1982 | 1990 | 1999 | 2006 | 2009 |
| --------- | ---- | ---- | ---- | ---- | ---- | ---- |
| Populație | 217  | 206  | 179  | 164  | 194  | 216  |